# Lammoth
Lammoth (¿«Hueste de lengua»? en sindarin), también llamada el Gran Eco, es una región ficticia imaginada por el escritor británico de literatura fantástica J. R. R. Tolkien. Estaba situada al noroeste de la Tierra Media, entre las Ered Lómin, el estuario del Drengist y el Belegaer. Los vientos agrestes de Ered Lómin, de las más lejanas Ered Engrin y de Helcaraxë mantenían a Lammoth sin precipitaciones y tan yermo y sin vegetación ni otro tipo de vida que sus barrancos y acantilados producían eco de puro vacíos. Aunque en El Silmarillion parece quedar claro que «Lammoth» es un nombre geográfico originado en la historia de Morgoth y Ungoliant, según otros el nombre describe sencillamente esta naturaleza reverberante de los sonidos en la región.

## Etimología
Lammoth es un nombre sindarin de etimología no muy clara. Robert Foster sugiere la posibilidad de dos formantes: lam(b) («lengua») + hoth («multitud», «hueste», «horda», con un cierto tono peyorativo), para dar lam(b)(h)oth («Hueste de lengua», o más libremente «Muchos ecos»).

## Historia
A la región de Lammoth se la conoce como «El Gran Eco» por el grito que dio Morgoth en ese lugar durante su combate con Ungoliant por los Silmarils que ambos se habían conjurado para robar. Tras la succión de los poderes de los Árboles, Ungoliant se había hinchado y era esta vez mucho más fuerte que Morgoth, a quien al aprisionar en su tela soltó un grito de dolor que se escuchó en toda la Tierra Media. 
Debido a la cercanía de Lammoth con los antiguos aposentos de Morgoth de Udûn, los Balrogs que quedaron en los socavones que los Valar olvidaron registrar salieron a la ayuda de su recién llegado amo. El grito de Lammoth se dice que aterrorizó a todos los habitantes del norte. El eco de aquel grito permaneció en el lugar, y en tiempos posteriores cualquier otro grito despertaba un clamor de voces angustiadas.
Fëanor y los elfos que le acompañaban desembarcaron en Lammoth en su persecución de Morgoth desde Aman por los Silmarils. También Tuor pasó por Lammoth en su huida de la proscripción hacia Gondolin, y allí quedó asombrado por la reverberación que produjeron su canto y el tañir de su arpa.

## Adaptaciones
La tercera pista del álbum Nightfall in Middle-Earth, de Blind Guardian, se titula «Lammoth» y consiste en un gran grito, supuestamente de Morgoth. 